# شونیچی ایکنوه
شونیچی ایکنوه (انگلیسی: Shunichi Ikenoue؛ زادهٔ ۱۶ فوریهٔ ۱۹۶۷) بازیکن فوتبال اهل ژاپن است.
از باشگاه‌هایی که در آن بازی کرده‌است می‌توان به باشگاه فوتبال گامبا اوساکا و باشگاه فوتبال ساگان توسو اشاره کرد.